# Holcocera percnoscia
Holcocera percnoscia é uma espécie de mariposa do gênero Holcocera pertencente à família Coleophoridae.